# Satan's Children
Satan's Children è un film del 1975 diretto da Joe Wiezycki.

## Trama
L'adolescente in fuga Bobby viene violentato da un gang ed in seguito trova rifugio presso una setta satanica. Ma la sua presenza e la sua omosessualità portano a conflitti all'interno dei figli di Satana.

## Distribuzione
Il film venne distribuito nei cinema statunitensi il 1 giugno 1975 dalla Sterling International.